# Parrita
Parrita – miasto w Kostaryce, w prowincji Puntarenas.